# Juan Francisco Jiménez del Río
Juan Francisco Jiménez del Río (Oncala, 26 de mayo de 1736 – Valencia, 1 de abril de 1800) fue un religioso español que accedió a los cargos de obispo de Segovia y arzobispo de Valencia.

## Biografía
Nacido en Oncala (Soria), cursó estudios en Zaragoza y en Valladolid, siendo canónigo de Segovia y de Toledo. Promovido para la Diócesis de Segovia en 1785, la gobernó durante diez años, hasta que fue promovido para la de Valencia, donde falleció. Fue enterrado en la catedral de Valencia, habiendo cedido a la iglesia de San Millán de su localidad natal una colección de tapices flamencos del siglo XVII basados en pinturas de Peter Paul Rubens, que se exponen en el templo.
| Predecesor: Alonso Marcos de Llanes Argüelles | Obispo de Segovia 1785-1795     | Sucesor: Felipe Scío de San Miguel |
| Predecesor: Antonio Despuig y Dameto          | Arzobispo de Valencia 1796-1800 | Sucesor: Joaquín Company Soler     |